# Arco Héré
El arco (de) Héré (en francés: Arc Héré) o puerta (de) Héré (Porte Héré) es un arco de triunfo ubicado en la ciudad de Nancy, Francia, en el extremo norte de la plaza Stanislas, dando paso a la plaza de la Carrière. Fue diseñado por Emmanuel Héré en honor a Luis XV de Francia, inspirado por el arco de Septimio Severo, en Roma. La construcción del arco duró de 1752 a 1755, reemplazando la puerta real (Porte Royale) que había sido construida bajo Luis XIV en el mismo sitio.
El arco se incorporó a la clasificación de monumentos históricos de Francia en 1923, y forma parte del conjunto de la plaza Stanislas, la plaza de la Carrière y la plaza d'Alliance, declarado en 1983 Patrimonio de la Humanidad de la Unesco.

## Descripción

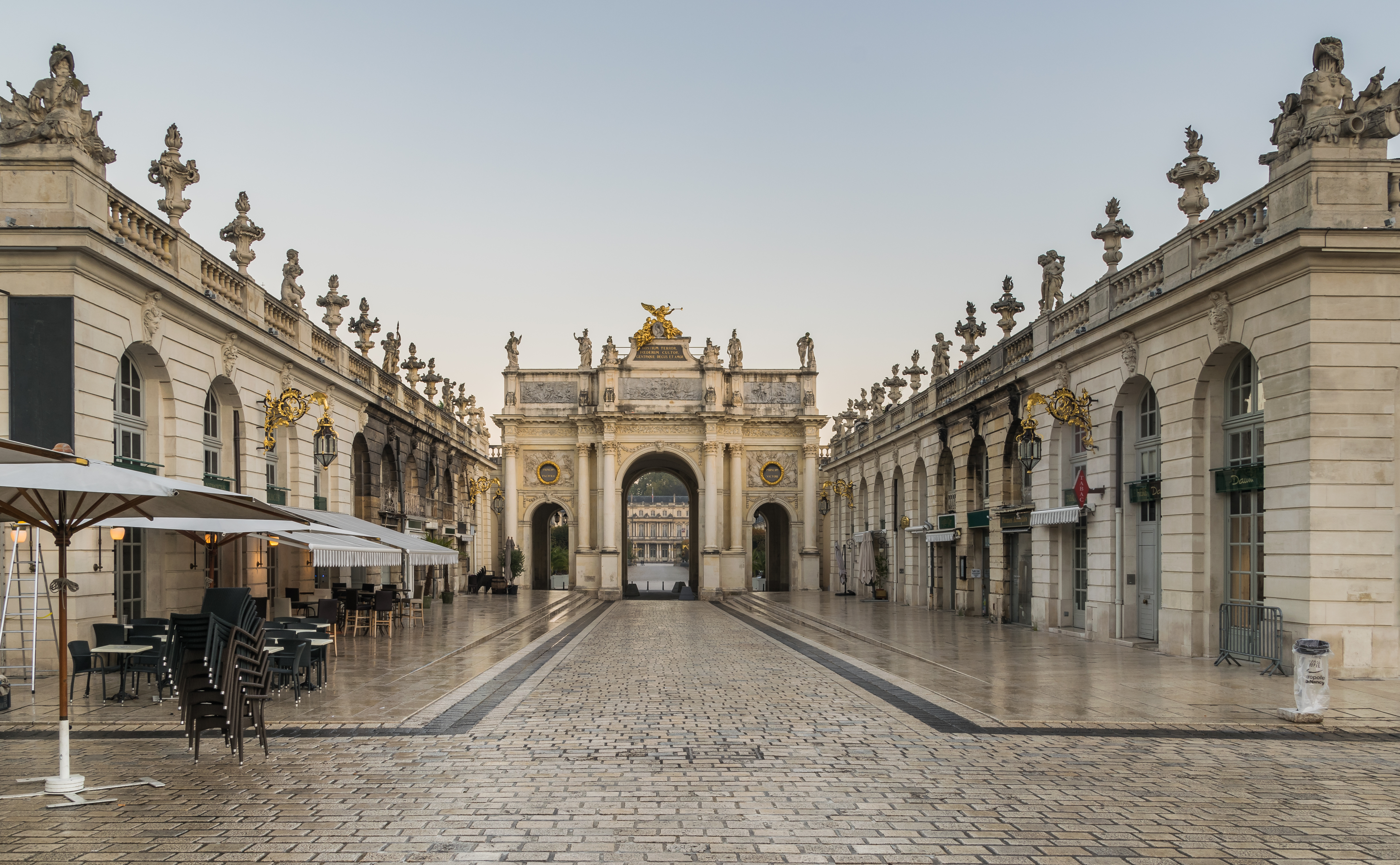
Vista desde la plaza Stanistas de la Rue Héré – la calle que conduje hasta el Arc Héré (en el fondo).

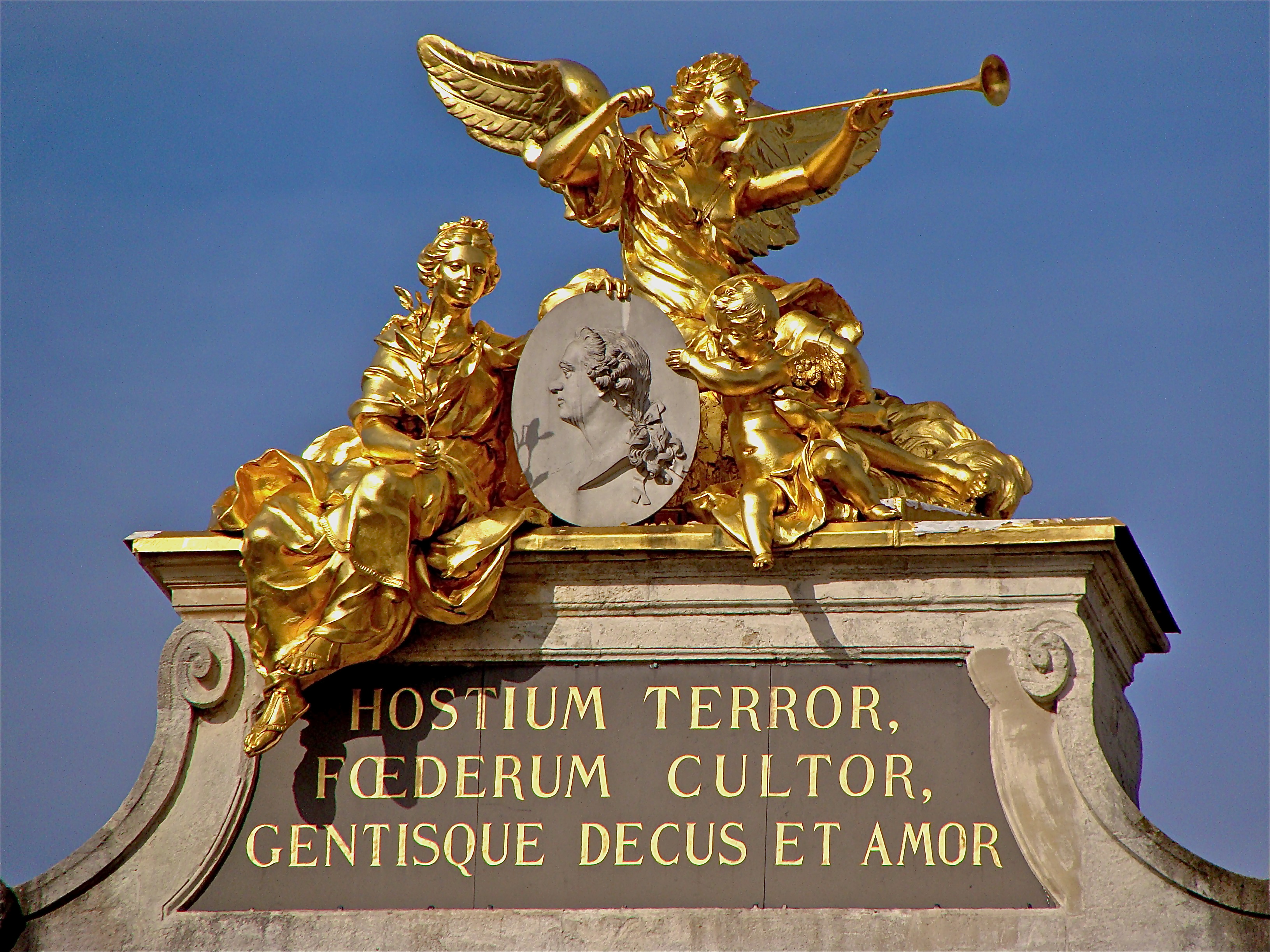
La acrotera con la inscripción en lo alto del Arc Héré.

La edificación, de tres aperturas de arco de medio punto —la central más alta y ancha— está diseñada en torno a la temática de guerra y paz, con elementos bélicos como cabezas de flecha y armadura destacando en un lado, y elementos de paz como espigas de trigo y cornucopias en el otro. Las ramas de laurel y olivo son alusiones a la batalla de Fontenoy (1745) y al Tratado de Aquisgrán (1748).
La fachada visible desde la plaza Stanislas es la más ricamente decorada. En este lado, una acrotera en la cobertura del arco (encima del ático) tiene grabadas en mármol las siguientes palabras, que hacen referencia a Luis XV:

HOSTIUM TERROR / FOEDERUM CULTOR / GENTISQUE DECUS ET AMOR
Terror de los enemigos / Hacedor de tratados / Gloria y amor de su pueblo

Por debajo de la inscripción, extendiéndose a lo largo de la fachada del ático, se encuentran tres bajorrelieves de mármol tomados de la puerta real que había sido reemplazada por el arco triunfal. Su conservación e incorporación se debían a sus representaciones de Apolo, con quien a menudo se comparaba a Luis XV en obras de arte de la época (siendo por tanto una alegoría de este). El bajorrelieve izquierdo representa a Apolo tocando la lira, acompañado de musas; el relieve central muestra a Mercurio y a Minerva debajo de unas palmeras datileras; y el bajorrelieve derecho muestra a Apolo disparando con su arco una flecha a un dragón alado abrazando a un hombre.
A ambos lados de la inscripción se muestran cuatro estatuas de deidades romanas —las diosas Ceres y Minerva, de un lado, y Hércules y Marte, del otro—, todas ellas en pie encima de la cornisa que cubre el ático y las pilastras que bordean los bajorrelieves laterales. Completando las esculturas hay dos estatuas de guardianes con armadura (las más céntricas) sentadas encima de las pilastras que bordean el bajorrelieve central, que se encuentra directamente bajo la inscripción.
Coronando el arco encima de la acrotera, se disponen las estatuas doradas de Minerva, Pax (la diosa romana que personifica la paz) y Feme (la diosa romana que personifica la gloria), sosteniendo un medallón con el perfil de Luis XV. La figura de Feme sostiene una trompeta en su mano izquierda y una corona de laurel en su mano derecha. Todas estas estatuas son obra de Barthélemy Guibal.
Por encima de las puertas laterales, entre los pilares decorativos que bordean las secciones coronadas por las cuatro deidades, en medio de grabados decorativos, se encuentran dos inscripciones en mármol negro rodeadas de coronas de hojas doradas en relieve. La inscripción de la izquierda reza PRINCIPI PACIFICO y la de la derecha PRINCIPI VICTORI. En 1830, dichas inscripciones fueron reemplazadas por los lemas revolucionarios LIBERTÉ ÉGALITE y LIBERTÉ FRATERNITÉ pintados en amarillo. Sin embargo, en 1876 fueron restauradas las inscripciones originales.

## Historia

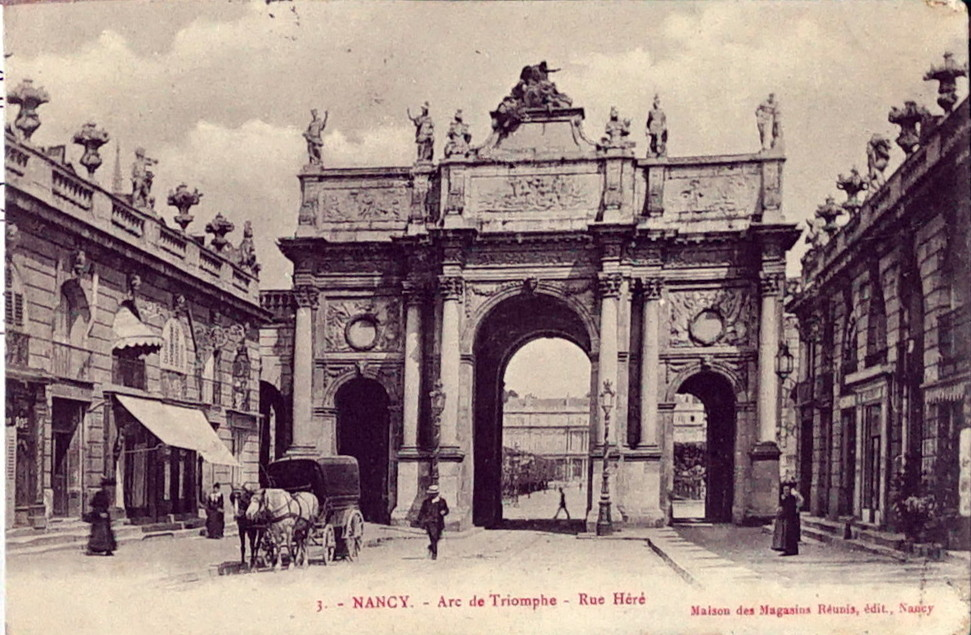
El arco Héré en 1906

El arco de Héré está construido en el sitio de la antigua puerta real de Luis XIV, derribada en 1752 para dar comienzo a los trabajos de construcción de la plaza Stanislas.
Originalmente, el arco estaba unido a las murallas mediante unas galerías, formando su parte superior parte de la pasarela, para cumplir con los requisitos del gobernador militar, el mariscal Belle-Isle, integrado en un concepto arquitectónico militar — el de una fortificación. El muro que lo rodeaba fue derribado hacia 1772 en el lado oriental (Pépinière) y en 1847 en el occidental (plaza Vaudémont), convirtiéndose la puerta en elemento separado y por ende en un auténtico arco de triunfo.
Como otras construcciones de la plaza, el arco fue diseñado por Emmanuel Héré, recibiendo por ello su nombre. La disposición de los pilares elevados sobre pedestales se debe a su inspiración en el arco de Septimio Severo, considerado además una representación del arco de la puerta de Saint-Antoine de París, destruida en el siglo xvii.
El medallón de mármol blanco original de Luis XV fue destruido durante la Revolución francesa. Rápidamente fue reemplazado por un medallón dorado de plomo, que fue retirado durante la Revolución de 1830 para su protección. Sin embargo nunca volvió a incorporarse a la estructura, ya que finalmente fue reemplazado por el medallón actual en 1852.